# Orthonevra longicornis
Orthonevra longicornis är en tvåvingeart som först beskrevs av Friedrich Hermann Loew 1843.  Orthonevra longicornis ingår i släktet glansblomflugor, och familjen blomflugor.
Artens utbredningsområde är Grekland. Inga underarter finns listade i Catalogue of Life.